# 萨雅克—北哈萨克干草原与湖群
50°26′N 69°11′E / 50.433°N 69.183°E
萨雅克－北哈萨克干草原与湖群位于哈萨克丘陵（哈萨克语中称为Saryarka，即“黄色的山脉”）。这个地区于2008年7月7日被联合国教科文组织列入世界遗产名录，是哈萨克斯坦首个入選名录的自然遗产。

## 气候与地理
这个世界遗产涵盖的地区位于哈萨克斯坦北部，由库斯塔奈州的瑙厄爾濟姆自然保护区和位于阿克莫拉州的可干尔赞恩自然保护区组成。当地为典型的大陆性气候，年降水量仅100至300毫米（4至12英寸），因而河流并不密集，甚至有许多溪流是季节性的。

## 生态
两个保护区内的湿地被视作来自非洲、欧洲和南美洲的候鸟向他们的繁殖地西伯利亚迁徙过程中重要的中转地。据估计，约有1500万至1600万只鸟类——包括许多濒危物种在内——在萨雅克境内觅食，如西伯利亚白鹤、卷羽鹈鹕、玉带海雕等。鸟类中最具代表性的是可干尔赞恩保护区内的火烈鸟，萨雅克也是地球上地理位置最靠北的火烈鸟栖息地。
而在萨雅克的草原上，有着旱獭、狼以及濒危动物高鼻羚羊等哺乳类，也有大鸨、蓑羽鹤、黄颊麦鸡、黄爪隼、黑百灵等草原性鸟类。